# Râul Șipot, Crișul Repede
Râul Șipot este un curs de apă, afluent al râului Crișul Repede.

## Hărți
- Harta județului Cluj